# Diana (empresa)
DIANA Mayer & Grammelspacher é uma empresa alemã, fabricante de armas de ar comprimido, fundada em Rastatt no ano de 1890. O nome é uma homenagem a deusa mitológica da caça, Diana. A empresa é conhecida por fabricar algumas das melhores armas de ar comprimido do mercado.

## História
Em 1890, era fundada em Rastatt, na Alemanha, uma empresa denominada Mayer & Grammelspacher GmbH pelo ferreiro Jakob Mayer e pelo financista Josef Grammelspacher com o objetivo de fabricar utilidades domésticas em metal. Dois anos depois, em 1892, a empresa lançava sua primeira pistola de ar comprimido, baseada em um modelo Havilland & Gunn de 1872. Em 1895, era lançado o primeiro rifle da empresa.
Os primeiros produtos eram fabricados com a marca "MGR" (que significava Mayer, Grammelspacher & Rastatt), antes do surgimento da famosa marca Diana. Nos começo do século XX, suas armas ganhavam novas características e design, resultando na criação da clássica carabina modelo 27. Este modelo foi um dos maiores sucessos comerciais da empresa, sendo produzido de 1910 até 1987.
Devido a crescente popularidade do tiro como atividade recreacional, foi lançada uma linha de armas de brinquedo que disparavam rolha e dardos com ventosa para as crianças sob a marca Eureka. Nos anos subsequentes, a Diana alcançou grande fama e popularidade com seus produtos na Europa, principalmente devido as suas táticas agressivas de marketing e pela difusão da ideia do tiro como atividade de lazer e recreação.

### Segunda Guerra Mundial
Durante a Segunda Guerra Mundial, a Diana sofreu com limitações e sanções impostas pelo governo nazista a partir da década de 30. Com a exportação de seus produtos limitada, a empresa foi forçada a interromper sua produção e fabricar peças de armas para a Mauser. Devido a esta produção de peças e armamentos, teve sua fabrica bombardeada pelos Aliados durante a guerra. Após o fim da guerra, as forças que ocuparam aquela região alemã fecharam a fábrica, que vendeu seu maquinário, seus ativos e a marca "Diana" para a empresa inglesa Millard Brothers (Milbro), que transferiu a produção de armas de pressão para a Escócia.

### Diana "não Diana"
A antiga Mayer & Grammelspacher GmbH conseguiu autorização para voltar a fabricar armas de pressão em 1950, durante a reconstrução da Alemanha. Por não possuir mais os direitos sobre a marca "Diana", a empresa revendia suas armas com outras marcas ou com a marca de seus representantes em outros países. Na Alemanha eram vendidas com a marca "Original", na Inglaterra era "Diana Original", nos Estados Unidos eram utilizadas as marcas "Beeman", "Hy-Store" e "Winchester", e nos demais países da Comunidade Europeia era utiizada a marca "GECADO". Em 1963, era lançado o rifle modelo 60.

### Recuperação da marca
Em 1984, a empresa recuperava os direitos sobre a marca "Diana", após a Millard Brothers falir. Nas Olimpíadas de Verão de 1988, a atiradora alemã Silvia Sperber ganhou a medalha de prata no tiro com carabina de ar comprimido a 10 metros utilizando uma arma fabricada pela Diana.
Em 1990, a empresa comemorou seu centenário. Em 2014, a Diana foi adquirida pela German Sport Guns GmbH.

## Produtos

### Notáveis
- Diana modelo 27 - carabina clássica de mola helicoidal fabricada entre 1910 e 1987
- Diana modelo 60 - carabina de mola helicoidal com sistema anti recuo fabricada entre 1960 e 1982

### Antigos

#### Carabinas
- Diana 24
- Diana 35

#### Pistolas
- Diana 5

### Atualmente

#### Carabinas
- Cano basculante
  - Diana 31
  - Diana 34
  - Diana 56TH Target Hunter
  - Diana 240
  - Diana 250
  - Diana 280
  - Diana 350
- Cano fixo e CO2
  - Alavanca lateral
    - Diana 48
    - Diana 52
    - Diana 54

  - Alavanca inferior
    - Diana K98
    - Diana 460 Magnum
    - Diana 470TH Target Hunter

  - Alavanca superior
    - Diana Oktoberfest
- Pre-charged pneumatic (PCP)
  - Diana P1000 EVO2
  - Diana Outlaw
  - Diana Skyhawk (bullpup)
  - Diana Stormrider

#### Pistolas
- Diana LP8 Magnum
- Diana Bandit

#### Acessórios
- Lunetas
- Chumbos
- Alvos de silhueta
- Silenciadores

## Galeria

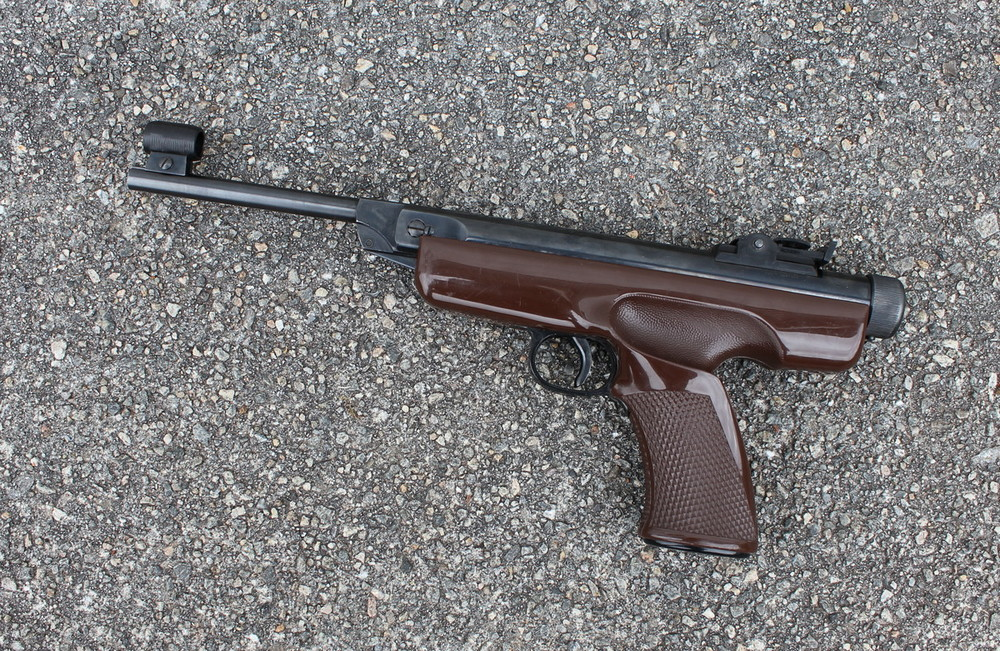
Diana modelo 5 (1978)
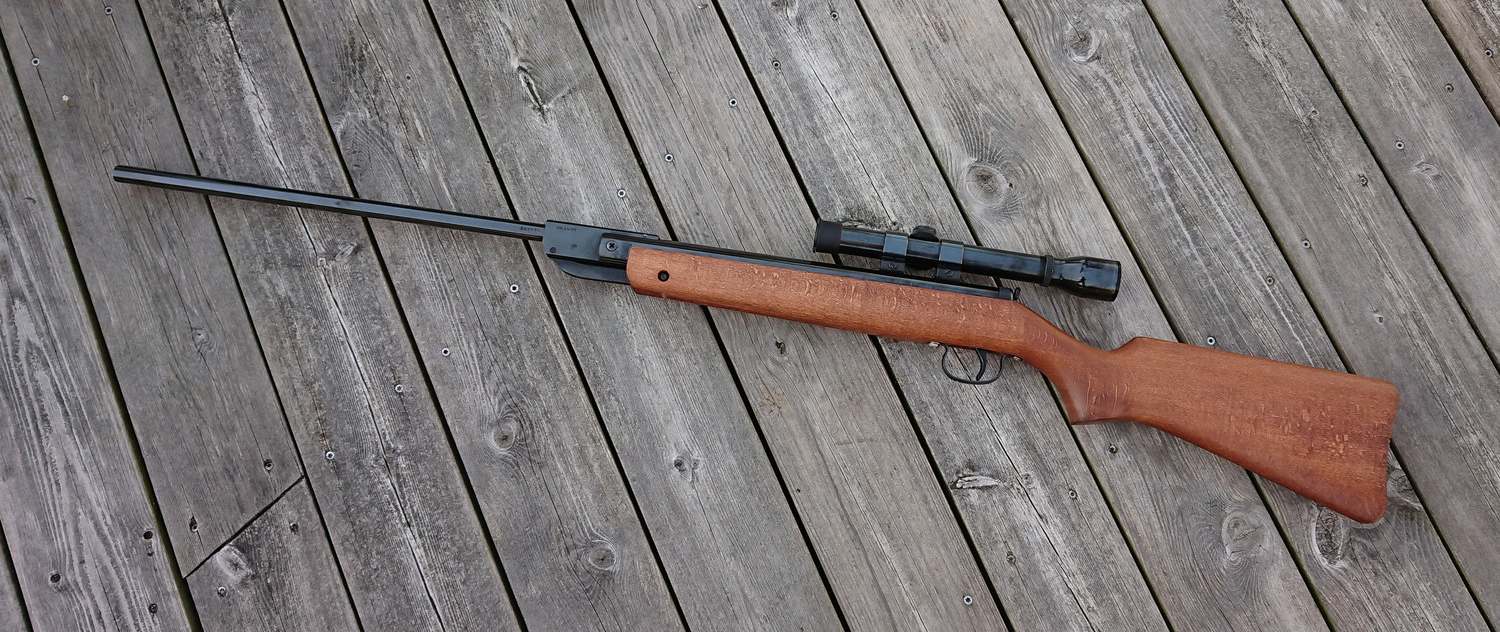
Diana modelo 34 (1988)
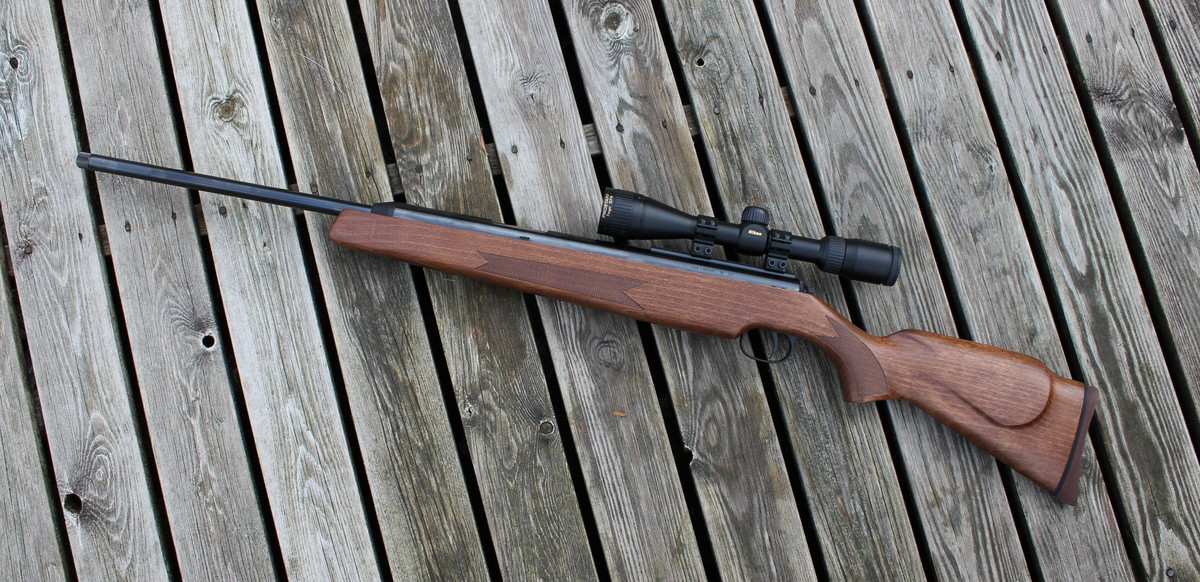
Diana modelo 52
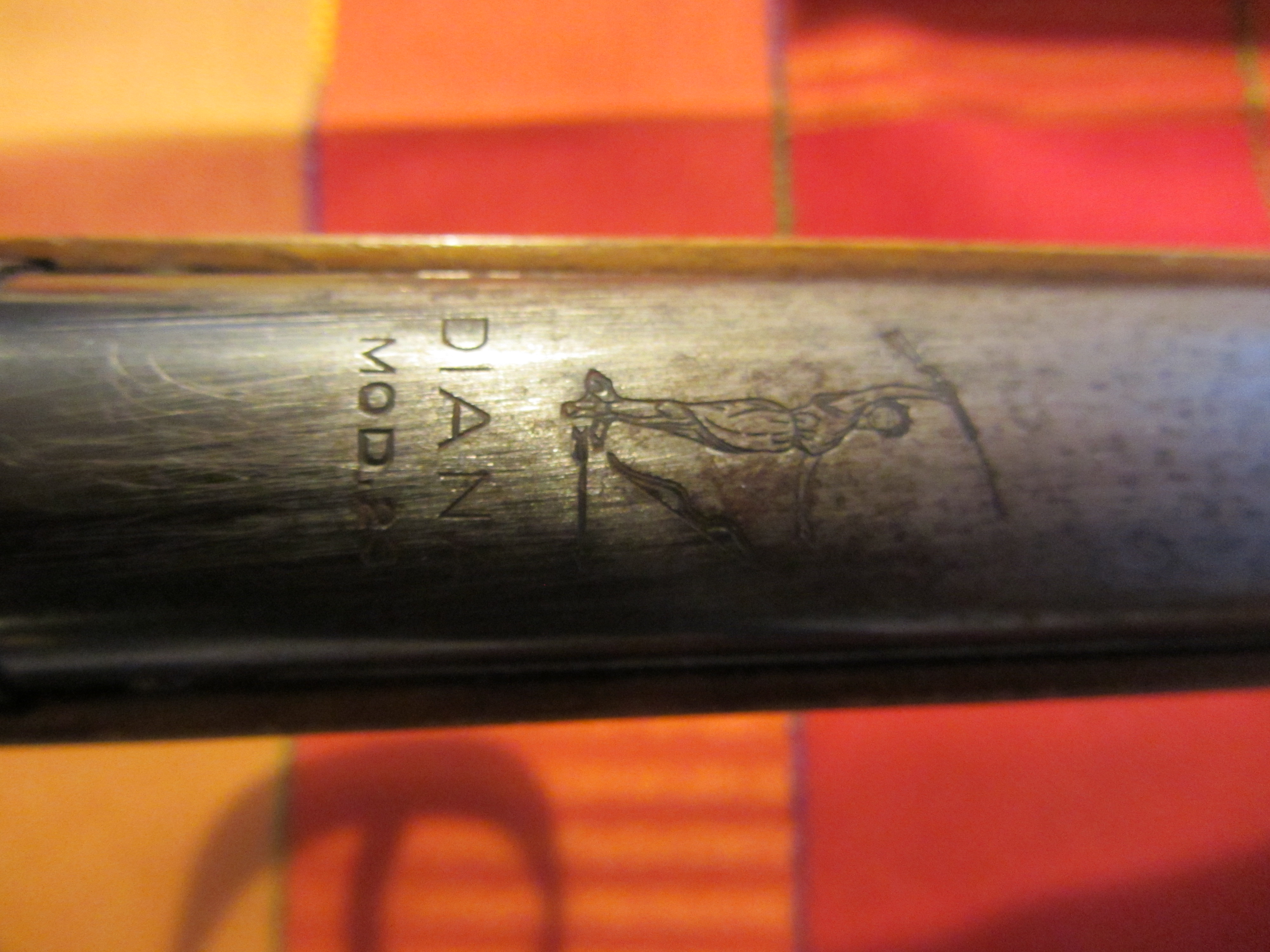
Detalhe gravado numa carabina modelo 23